# Papiro 64
Il Papiro 64 ({\displaystyle {\mathfrak {P}}}64), meglio noto come Papiro Magdalen P64, è un antico manoscritto del Nuovo Testamento scritto in greco e contenente frammenti del Vangelo secondo Matteo. I tre frammenti di questo papiro ritrovati a Luxor in Egitto e portati ad Oxford da Charles Huleatt nel 1901, furono datati dal papirologo Arthur Hunt come appartenenti al IV secolo. Vennero in seguito ridatati da Colin Roberts nel 1953, che stabilì la loro datazione alla fine del II secolo, e infine nel 1994 il papirologo tedesco Carsten Peter Thiede propose di retrodatarli alla fine del I secolo. È conservato presso il Magdalen College di Oxford, da cui prende il nome.

## Storia e descrizione
{\displaystyle {\mathfrak {P}}}64 fu acquistato nel 1901 a Luxor, in Egitto, da Charles Huleatt (1863–1908), che lo identificò come parte del Vangelo secondo Matteo e lo donò al Magdalen College, dove è catalogato come Papyrus Magdalen Greek 17.
I frammenti del papiro contengono alcuni versetti (interi o parzialmente completi) del capitolo 26 del Vangelo secondo Matteo: 7, 10, 14–15, 22–23, 31, 32–33. I frammenti sono scritti su entrambi i lati, segno che provengono da un codice piuttosto che da un rotolo. Il codice in origine forse conteneva solo il Vangelo secondo Matteo e occupava 150 pagine.
Un altro frammento, catalogato come P. Barc. Inv. 1 ({\displaystyle {\mathfrak {P}}}67 nella numerazione Gregory-Aland), è considerato dalla maggioranza degli studiosi come proveniente dallo stesso codice. Un terzo papiro, {\displaystyle {\mathfrak {P}}}4 (contenente frammenti del Vangelo secondo Luca), è stato da alcuni studiosi accostato a questi due, ma non è generalmente riconosciuto come parte dello stesso manoscritto.

## Datazione
{\displaystyle {\mathfrak {P}}}64 fu datato al III secolo da Charles Huleatt; dopo la donazione al Magdalen College, il papirologo A.S. Hunt studiò il manoscritto e lo datò all'inizio del IV secolo. Proprio in reazione a questa datazione, che riteneva troppo tarda, Colin Roberts propose di datarlo alla fine del II secolo; questa datazione fu confermata da tre altri eminenti papirologi, Harold Bell, Theodore Cressy Skeat ed Eric Gardner Turner, e questa è stata la datazione generalmente accettata per {\displaystyle {\mathfrak {P}}}64 da allora.
Tuttavia non sono mancate altre proposte. Nel loro libro Text of the Earliest NT Greek Manuscripts (2001), Philip Comfort e David Barrett propendono per una datazione tra il 150 e il 175, sia per {\displaystyle {\mathfrak {P}}}64, sia per {\displaystyle {\mathfrak {P}}}4 e {\displaystyle {\mathfrak {P}}}67, che, sostengono, verrebbe dallo stesso codice e anticiperebbe di quasi 100 anni la data di composizione del papiro. Comfort e Barret mostrano anche che questo {\displaystyle {\mathfrak {P}}}4/64/67 ha affinità con un certo numero di papiri del tardo II secolo.
Secondo altri papirologi, Comfort e Barret «tendono a scegliere per molti manoscritti inclusi nel loro volume una data antecedente a quella accettata dagli altri paleografi». Il Novum Testamentum Graece, un riferimento per i testimoni greci del Nuovo Testamento, elenca {\displaystyle {\mathfrak {P}}}4 e {\displaystyle {\mathfrak {P}}}64/67 indipendentemente, datando il primo al III secolo e il secondo al 200 circa. In seguito Charlesworth ha concluso che «{\displaystyle {\mathfrak {P}}}64+67 e {\displaystyle {\mathfrak {P}}}4, sebbene scritti dallo stesso scriba, non provengono dallo stesso [...] codice».
Nel tardo 1994, destò molto interesse lo studio di Carsten Peter Thiede che retro-datava il Papiro Magdalen all'ultimo terzo del I secolo. Il suo articolo accademico comparve in Zeitschrift für Papyrologie und Epigraphik l'anno successivo. La datazione di Thiede è stata generalmente accolta con scetticismo dagli studiosi biblici di livello accademico, che in maggioranza preferiscono la datazione di fine II secolo.